# Linford Christie

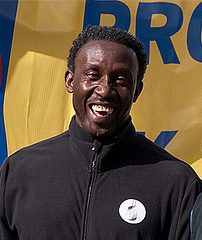
Linford Christie (2009)

Linford Cicero Christie OBE (* 2. April 1960 in Saint Andrew Parish) ist ein ehemaliger britischer Sprinter jamaikanischer Herkunft.

## Biografie
Mit sieben Jahren emigrierte er nach London und folgte damit seinen Eltern, die bereits fünf Jahre vorher dorthin gezogen waren. Christie begann erst mit 19 Jahren, ernsthaft Leichtathletik zu trainieren. Bei seiner ersten olympischen Teilnahme war der stämmig gebaute Brite bereits 28. Diesen Erfolg verdankte er seinem Trainer Ron Roddan und Andy Norman der ihm den Rat gab, seine Arbeit beim Finanzamt zu beenden und sich auf seine Karriere als Sprinter zu fokussieren, bevor es zu spät ist.
1986 gewann er bei den Europameisterschaften in Stuttgart völlig überraschend den 100-Meter-Lauf und wurde, für England startend, bei den Commonwealth Games in Edinburgh Zweiter. Bei den Olympischen Spielen 1988 in Seoul gewann Christie im 100-Meter-Rennen Silber hinter Carl Lewis, dies allerdings erst, nachdem der ursprünglich Erstplatzierte Ben Johnson wegen Dopings disqualifiziert worden war. Christie selbst war nach dem Rennen positiv auf Pseudoephedrin getestet worden. In einer knappen 13:12-Abstimmung entschied die medizinische Kommission aber, dass kein absichtliches Doping vorlag.
Bei den Olympischen Spielen 1992 in Barcelona gewann Christie das 100-Meter-Rennen, und bei den Weltmeisterschaften 1993 in Stuttgart wurde er Weltmeister. Christie war damit der erste Mensch überhaupt, der gleichzeitig den olympischen Titel, den Weltmeistertitel, den Europameistertitel und den Commonwealth-Titel hielt. Mit seiner Zeit von 9,97 s, erzielt bei den Olympischen Spielen in Seoul, unterbot er als erster Europäer über 100 Meter die 10-Sekunden-Marke. Zudem ist er weiterhin der älteste Olympiasieger in dieser Disziplin (Stand Oktober 2012). Ebenfalls im Jahr 1993 wurde er von der EAA zu Europas Leichtathlet des Jahres und von der Presseagentur PAP zu Europas Sportler des Jahres gewählt, während ihm der gleiche Titel von der Vereinigung der europäischen Sportjournalisten (UEPS) verliehen wurde. In Großbritannien wurde er überdies zur BBC Sports Personality of the Year gewählt.
Nach 1994 war er weniger erfolgreich. Bei den Olympischen Spielen 1996 in Atlanta erreichte er immerhin, bereits 36 und Großvater, das 100-Meter-Finale wo er wegen zwei Fehlstarts disqualifiziert wurde. 1999 wurde er bei einer Dopingkontrolle positiv auf das verbotene Mittel Nandrolon getestet. Obwohl ihn der britische Verband für nicht schuldig befand, wurde er durch den Leichtathletik-Weltverband IAAF gesperrt. Christie trat daraufhin zurück und arbeitet seither als Trainer.
Inspiriert von Christies Aussage, er starte bereits beim B des Bangs, und wegen des Erfolgs bei den Commonwealth Games 2002 in Manchester, wurde vor dem Manchester Stadion die 56 Meter hohe Skulptur B of the Bang errichtet.
2010 nahm er an der zehnten Staffel der britischen Fernsehshow I’m a Celebrity … Get Me Out of Here! teil.
Im November 2023 war Christie als Huntsman Kandidat bei einer Spezialfolge der britischen Version von The Masked Singer für ehemalige I’m a Celebrity … Get Me Out of Here!-Teilnehmer und erreichte den vierten Platz.